# 1208.
◄ | 12. stoljeće | 13. stoljeće | 14. stoljeće | ►
◄ | 1170-ih | 1180-ih | 1190-ih | 1200-ih | 1210-ih | 1220-ih | 1230-ih | ►
◄◄ | ◄ | 1205. | 1206. | 1207. | 1208. | 1209. | 1210. | 1211. | ► | ►►
Arhitektura • Astronomija • Glazba • Knjige • Književnost • Kršćanstvo • Medicina • Pravo • Promet • Znanost

## Događaji
- Cisterciti dolaze u Hrvatsku na poziv hrvatsko-ugarskog kralja Andrije II., te u Topuskom osnivaju opatiju.
- Papa Inocent III. bacio interdikt na Englesku.
- 21. lipnja: Ubijen u Bambergu izborni biskup Würzburga Filip Švapski .

## Rođenja
- 2. veljače: Jakov I. Aragonski (u. 27. srpnja 1276.), kralj Aragona i Valencije, katalonski knez, grof Barcelone i Urgella, gospodar Montpelliera

## Smrti
- 21. lipnja: Filip Švapski, rimsko-njemački kralj, vojvoda Švapske, markgrof Tuscije, „izabrani“ biskup Würzburga (r. 1177.)

## Vanjske poveznice
|  | Zajednički poslužitelj ima još gradiva o temi 1208. |